# Effort-reward imbalance
Das Effort-reward-imbalance-Modell (ERI-Modell) von Siegrist (1996) ist ein Modell zur Entstehung von Stress im Arbeitskontext, das eine soziale Perspektive einnimmt und gleichzeitig individuelle Unterschiede berücksichtigt.
Arbeitnehmer erwarten im Austausch für ihre Arbeit Gegenleistungen wie Gehalt, Wertschätzung, Sicherheit, und Aufstiegsmöglichkeiten. Siegrist nimmt an, dass es zu Gratifikationskrisen kommt, wenn die Balance zwischen Arbeitseinsatz und Belohnung nicht ausgeglichen ist. Das könne langfristig zu psychischen und körperlichen Erkrankungen führen. Die Belastung stammt einerseits von der Tätigkeit oder den Vorgesetzten (extrinsische Belastung). Andererseits kann das Individuum sich selbst durch übersteigertes Kontrollbedürfnis und Selbstverpflichtung belasten. Gratifikationen in einem ausgeglichenen Verhältnis seien notwendig, damit der Arbeitnehmer weiterhin Leistung zeige und keine gesundheitlichen Folgeschäden erleide. Entscheidend sei dabei aber nicht die objektive Ausgeglichenheit, sondern die subjektive Empfindung von Gerechtigkeit.
Das ähnliche Job-Demand-Control-Modell von Karasek (1979) stellt die extrinsische Belastung (Job strain) den Kontroll- und Entscheidungsspielraum des Arbeitnehmers gegenüber. Beide Modelle scheinen das Risiko von Herz-Kreislauf-Erkrankungen vorhersagen zu können. Für psychische Erkrankungen scheint das ERI-Modell etwas bessere Voraussagen zu liefern als das JDC-Modell.
Auf Grundlage des Modells entwickelte Sigrist einen Fragebogen, in dem mittels 22 Items neben den Dimensionen „Verausgabung“ und „Belohnung“ auch der dispositionale, intrapsychische Faktor „übersteigerte berufliche Verausgabungsbereitschaft“ erfasst wird.
Rydstedt, Devereux und Sverke (2007) bestätigten damit das ERI-Modell bei Facharbeitern und qualifizierten Mitarbeitern. Ihre Probanden füllten den Fragebogen aus; zwei Wochen später wurde ihre Stressbelastung erfasst. Bei den qualifizierten Mitarbeitern sagten hohe extrinsische und intrinsische Belastung sowie niedrige Belohnung signifikant hohen Stress vorher. Bei den Facharbeitern erhöhte nur die extrinsische Belastung den Stress. Unterschiedliche Berufsgruppen scheinen verschiedene psychosoziale Belastungen zu erleben.